# Wu Bai
Wu Bai (伍佰S, Wǔ BǎiP; minnan taiwanese: Gō·-pah), pseudonimo di Wu Junlin (吳俊霖S, Wú JǔnlínP; minnan taiwanese: Ngô· Chùn-lîm; Taipei, 14 gennaio 1968), è un cantautore, attore e conduttore televisivo taiwanese.
Insieme al batterista Dean Dino Zavolta, al tastierista Yu Ta-hao (余大豪 Yú Dàháo, aka Big Cat) ed al bassista Chu Chien-hui (朱劍輝 Zhū Jiànhuī), ha formato il gruppo Wu Bai & China Blue, di cui è chitarrista e cantante. Soprannominato "il re della musica dal vivo", Wu Bai è considerato una delle più importanti personalità della musica rock in Asia orientale e nel Sudest asiatico.

## Biografia
Wu Bai è nato a Suantou, Lioujiao (nome che significa letteralmente "Villaggio dell'aglio"), nella contea centromeridionale di Chiayi. Il suo nome d'arte, che significa "cinquecento", è all'origine di diversi aneddoti dei quali, però, nessuno ha fonte certa. Secondo uno di essi, esso deriva dal fatto che, durante i suoi anni accademici, è riuscito a totalizzare il massimo voto di 100 punti negli esami di tutte le cinque materie principali, sebbene poi la scoperta della passione musicale l'abbia distolto dagli studi non facendogli superare l'esame di ammissione all'università. Secondo un altro aneddoto, il nome deriva dal fatto che, durante gli anni della scuola superiore, gli altri studenti lo prendevano in giro per la sua stazza, dicendogli che "pesava come 500 kg".
Nel 2003, Wu Bai ha sposato Chen Wen-pei (陳文佩), sua compagna da più di 10 anni, con una cerimonia privata svoltasi a Fukuoka, in Giappone.
Wu Bai è un grande appassionato di Puroresu, ed ha perfino scritto una canzone tema per il suo amico wrestler Keiji Mutoh.

## Carriera

### Visione d'insieme
La musica di Wu Bai viene pubblicata nei mercati di Taiwan, Cina, Hong Kong, Singapore e Malaysia, sebbene i suoi fan si estendano anche nelle comunità sinofone di Giappone, Stati Uniti d'America, Canada, Australia ed Irlanda. Negli anni, Bai ha tenuto diversi concerti sold-out a Taiwan, Singapore, Malaysia ed Hong Kong, ed è riuscito ad esibirsi anche negli Stati Uniti. Oltre a scrivere la maggior parte delle proprie canzoni, egli ha composto musica per diverse altre personalità del mondo mandopop e cantopop, tra i quali Andy Lau, Emil Chau, Karen Mok, Tarcy Su (蘇慧倫) e Vivian Hsu.

### Carriera iniziale e formazione dei China Blue
All'inizio degli anni '90, Wu Bai si trasferì dalla nativa contea di Chiayi alla capitale Taipei, dove si districò tra diversi lavori part-time. Uno di questi lo condusse a lavorare in un negozio musicale, grazie al quale riuscì a formare la sua prima band, Buzz, che ebbe vita molto breve.
Dean Zavolta descrive la formazione dei Wu Bai & China Blue: "i membri originariamente suonavano per band diverse fino al 1991, quando io e Chu Chien-hui iniziammo a suonare insieme con l'idea di formare una nuova rock band, più fresca ed originale. Poi un giorno lui mi chiama e mi chiede se non mi dispiace partecipare ad un concerto insieme a lui e ad un chitarrista che si chiama Wu Bai... lì è scattata la scintilla. Sia la musica che il nostro mo chi (默契) insieme erano fantastici. Ciò che ci ha veramente aiutato, però, è che nel momento in cui siamo nati Taiwan - insieme ad altri paesi asiatici - era appena pronta per una rock band asiatica in grado di suonare davvero dal vivo".
Wu Bai ha debuttato nel 1992 con due canzoni contenute nella colonna sonora del film in lingua minnan Dust of Angels, accreditate al suo nome di nascita Wu Chun-lin con la partecipazione di Chu Chien-hui e Dean Zavolta, posti sotto il nome comune di China Blue. Quello stesso anno, l'etichetta discografica Pony Canyon Taiwan pubblicò il primo album di Wu Bai, Loving Others is a Happy Thing, accreditato a Wu Chun-lin / Wu Bai con la partecipazione di altri tre membri dei China Blue ad almeno una canzone, sebbene i membri del gruppo non siano stati menzionati con i propri nomi. Nel 1993, il gruppo ha partecipato alla colonna sonora del film Treasure Island, e le canzoni sono state accreditate a Wu Bai con il nome di Wu Chun-lin e agli altri membri del gruppo sotto il nome di China Blue. Solo negli album successivi, i crediti si sono riferiti all'insieme come Wu Bai & China Blue.

### La fama
Le pubblicazioni iniziali di Wu Bai altro non erano che registrazioni delle sue esibizioni live nei pub di Taiwan, in particolare allo Sleeping Earth di Taipei e, fino alla sua chiusura, al Live A Go-Go. Presto il "venerdì con Wu Bai" divenne un evento live settimanale seguito da un vasto pubblico, composto soprattutto da studenti universitari. Grazie a questa sua popolarità iniziale nata con il passaparola, Bai venne scoperto e messo sotto contratto dall'etichetta discografica indipendente Rock Records, e con essa pubblicò il suo secondo album, Wanderer's Love Song, accompagnato da video musicali. Le vendite dell'album non furono molto alte, ma la popolarità di Bai non cessò di crescere grazie alle sue acclamate esibizioni dal vivo.

### Successo musicale e cinematografico
A gennaio 1996, i Wu Bai & China Blue tennero per la prima volta un concerto ad Hong Kong, e da quel momento il frontman iniziò ad essere soprannominato "Re della musica dal vivo". Più tardi, quello stesso anno, il gruppo pubblicò un album di successo dal titolo The End of Love, che vendette più di 60 000 copie grazie al singolo di apertura Norwegian Forest e fu classificato come uno dei migliori 10 album dell'anno dai quotidiani China Times e United Daily News. Il video del singolo entrò nella Top 20 del canale televisivo Channel V, e fu candidato come "Miglior Video Musicale dell'Anno" su MTV Taiwan.
Nel giugno 1998, dopo aver partecipato allo spot pubblicitario della Taiwan Beer, Bai è apparso anche nel film cinese A Beautiful New World, nel ruolo di un cantante di strada. Egli stesso ha scritto e cantato la canzone tema del film.
Nel 1999, Wu Bai ha ottenuto un piccolo ruolo nel film taiwanese The Personals, pellicola che ha ottenuto un discreto successo al botteghino. A novembre dello stesso anno, Wu Bai ha pubblicato l'album cinese White Dove, girando in tour tre città taiwanesi. Egli ha tenuto sei concerti sold-out ambientati in una tenda gigante, chiamata Super Dome, evento innovatore nella scena live taiwanese. L'album ed il conseguente concerto furono i primi grandi eventi musicali dopo il grande terremoto di Taiwan, e come risultato il cantante fu votato come "Cantante più Popolare dell'Anno". Nello stesso periodo, giunse al terzo posto come "Uomo più Popolare dell'Anno", superando anche il presidente della Repubblica di Cina Lee Teng-hui.
Nell'anno 2000, Wu Bai ha scritto e cantato la canzone tema del film Legend of the Sacred Stone, tratto da una serie televisiva nota come Pili. Le musica sono state suonate da un'orchestra completa, ed i testi scritti in cinese classico. Tra marzo ed aprile di quell'anno, i Wu Bai & China Blue hanno tenuto tre concerti a Singapore, Malaysia ed Hong Kong, esibizioni che hanno fatto ottenere al gruppo diversi titoli di giornali importanti. Successivamente, Wu Bai da solo ha cantato all'inaugurazione del nuovo presidente di Taiwan, al concerto del Giorno Nazionale di Singapore ed al Festival Musicale di Fukuoka. Per quanto riguarda la sua carriera cinematografica in anni recenti, egli è stato scritturato come attore protagonista per il film di Tsui Hark Time and Tide - Controcorrente, per la colonna sonora del quale ha anche scritto e cantato due canzoni.

## Musica
Le influenze musicali di Wu Bai si rifanno al rock in lingua inglese degli anni '70, a personalità quali Led Zeppelin e Jimi Hendrix, conosciuti durante gli anni della formazione. Prima che i Wu Bai & China Blue ottenessero la popolarità a Taiwan, a metà anni '90, la musica rock guidata dalla chitarra era abbastanza inusuale nella scena dominata dalla musica country e pop. Similmente, anche i concerti live erano eventi rari. Parte della fama del gruppo di Wu Bai è dovuta anche al miscuglio di testi poetici accompagnati da melodie dure e rock, ricetta originalissima in Asia orientale e nel Sudest asiatico, che ha portato il gruppo a tenere concerti di successo in diverse regioni e città lì situate.

## Discografia

### Album studio
- 愛上別人是快樂的事 (Amare gli altri è una cosa felice) (1992)
- 浪人情歌 (Canzone d'amore del vagabondo) (1994)
- 愛情的盡頭 (La fine dell'amore) (1996)
- 樹枝孤鳥 (Albero solo, uccello solo) (1998)
- 世界第一等 EP (1998)
- 白鴿 (Colomba bianca) (1999)
- 伍佰&CHINA BLUE電影歌曲典藏 / 順流逆流電影原聲帶 (Libro delle canzoni del film di Wu Bai & China Blue / Colonna sonora di Time and Tide - Controcorrente) (2000)
- 夢的河流 (Fiume dei sogni) (2001)
- 淚橋 (Ponte delle lacrime) (2003) (CD+VCD)
- 雙面人 (Uomo con due facce) (2005)
- GO PA 人面鯊 (2005)
- 純真年代 (Anni innocenti) (2006) (CD+DVD)
- 忘情1015 新歌＋精選 (2007) (CD+DVD)
- 太空彈 (Bomba spaziale) (2008)
- 詩情搖滾(Poetic Rock) (2009) (CD+DVD)
- 單程車票 (One Way Ticket) (2011)
- 無盡閃亮的哀愁 (Endless Shining Sadness) (2013)
- 釘子花 (Hibiscus) (2016)

### Album live
- 伍佰的LIVE (1995)
- 夏夜晚風 (1997)
- 伍佰97亞洲巡弋紀念盤EP (1997)
- 空襲警報 (1999)
- 1999~2000真世界巡迴演唱會全紀錄 (2000)
- 冬之火 (2002)
- 伍佰力 (2004)
- 2005厲害演唱會全紀錄 (2005)
- 妳是我的花朵演唱會全紀錄 (2007)
- 生命的現場 Life Live  (2012)
- 光和熱  (2015)

### Colonne sonore e compilation
- Dust of Angels Soundtrack (少年吔，安啦！) (1992) – due canzoni
- Treasure Island Soundtrack (只要為你活一天) (1993) – due canzoni
- Time and Tide - Controcorrente Soundtrack (順流逆流) (2000)
- Legend of the Sacred Stone Soundtrack (聖石傳說) (2000)

### Concerti registrati
- 2005厲害演唱會全紀錄 (2005)
- 妳是我的花朵演唱會全紀錄 (2007)
- 太空彈世界巡迴演唱會精選實錄 (2010)
- 生命的現場 Life Live-伍佰＆China Blue 20週年大感謝台北演唱會影音全紀錄 (2013)
- 光和熱-無盡閃亮的世界台北演唱會 (2015)

## Filmografia

### Film
- The Personals (徵婚啟事) (1998)
- A Beautiful New World (美麗新世界) (1999)
- Time and Tide - Controcorrente (順流逆流) (2000)
- New Police Story (新警察故事) (2004)

### Programmi televisivi
- Say Yes Enterprise (求婚事務所) (2004)

### Spot pubblicitari
- Taiwan Beer
- Hey Song Sarsi (黑松沙士)
- Golden Life Gold Jewelry Co. (今生金飾)